# Нечёткий экстрактор
Нечёткий экстрактор — способ, который позволяет однозначно восстанавливать секретный ключ из неточно воспроизводимых биометрических данных при участии вспомогательных данных, являющимися открытыми. «Нечёткий» в данном контексте относится к тому факту, что фиксированные значения, требуемые для криптографии, будут извлечены из значений, близких, но не идентичных исходному ключу. Одним из приложений является шифрование и аутентификация записей пользователей, используя биометрические данные пользователя в качестве ключа.
Нечёткий экстрактор — это способ, который позволяет аутентифицировать пользователя, используя в качестве ключа биометрический шаблон, созданный из биометрических данных пользователя. Они извлекают равномерную и случайную строку {\displaystyle R} со входа {\displaystyle w} с допуском на шум. Если вход изменяется на вес {\displaystyle w'}, но все ещё близкий к весу w, та же строка {\displaystyle R} будет восстановлена. Для достижения этого, во время первоначального вычисления строки {\displaystyle R} процесс также выводит вспомогательную строку {\displaystyle P}, которая будет храниться для восстановления {\displaystyle R} позже и может быть обнародована без ущерба для безопасности R. Безопасность процесса обеспечивается также тогда, когда противник изменяет {\displaystyle P}. Однажды исправленная строка {\displaystyle R}, которая была рассчитана, её можно использовать, например, для согласования ключей между пользователем и сервером только на основе биометрического ввода.
Исторически, одна из первых биометрических систем такого типа была разработана О. Джуелсом и Б. Ваттенбергом и называлась «Нечёткое обязательство», где криптографический ключ извлекается с использованием биометрических данных. Позже О. Джуелс и М. Судан разработали схемы нечёткого контейнера, которые являются инвариантами порядка для схемы нечётких обязательств, но используют код Рида — Соломона. Кодовое слово оценивается полиномом, а секретное сообщение вставляется как коэффициенты полинома. Полином оценивается для разных значений набора признаков биометрических данных. Так что нечёткий контейнер были предшественниками нечётких экстракторов.

## Основные определения

### Предсказуемость
Предсказуемость указывает на вероятность того, что злоумышленник сможет угадать секретный ключ. По определению, предсказуемость случайной величины {\displaystyle A} равно {\displaystyle \max _{\mathrm {a} }P[A=a]}.
Например, дана пара случайных величин {\displaystyle A} и {\displaystyle B}, если противник знает {\displaystyle b} из {\displaystyle B}, тогда предсказуемость {\displaystyle A} будет равна {\displaystyle \max _{\mathrm {a} }P[A=a|B=b]}. Итак, противник может предсказать {\displaystyle A} с {\displaystyle E_{b\leftarrow B}[\max _{\mathrm {a} }P[A=a|B=b]]}. Мы используем среднее по {\displaystyle B}, так как это не под контролем противника, но, так как зная {\displaystyle b} делает предсказание {\displaystyle A} противника, мы берём наихудший случай для {\displaystyle A}.

### Минимальная энтропия
Минимальная энтропия указывает на энтропию в худшем случае. По определению, это определяется как {\displaystyle H_{\infty }(A)=-\log(\max _{\mathrm {a} }P[A=a])}.
Случайная величина с минимальной энтропией не менее {\displaystyle m} называется {\displaystyle m}-источник.

### Статистическая дистанция
Статистическое расстояние является мерой различимости. Математически это выражается для двух вероятностных распределений {\displaystyle A} и {\displaystyle B} и and {\displaystyle B} как {\displaystyle SD[A,B]} = {\displaystyle {\frac {1}{2}}\sum _{\mathrm {v} }|P[A=v]-P[B=v]|}. В любой системе, если {\displaystyle A} заменяется на {\displaystyle B}, оно будет вести себя как исходная система с вероятностью не менее, чем {\displaystyle 1-SD[A,B]}.

### Определение 1 (случайный экстрактор)
Определим {\displaystyle M} как экстрактор случайностей, где экстрактор случайностей — это функционал, которая принимает на вход строку с некоторым распределением и выдает на выход нормально распределённую строку из бит. Функция случайности {\displaystyle Ext:M\rightarrow \{0,1\}^{l}} c случайной длиной {\displaystyle r} это {\displaystyle (m,l,\epsilon )} сильный экстрактор, если для всех {\displaystyle m}-sources {\displaystyle W} на {\displaystyle M(Ext(W;I),I)\approx _{\epsilon }(U_{l},U_{r}),} где {\displaystyle I=U_{r}} независим от {\displaystyle W}.
Выход экстрактора является ключом, сгенерированным из {\displaystyle w\leftarrow W} с ядрой {\displaystyle i\leftarrow I}. Он ведёт себя независимо от других частей системы с вероятностью {\displaystyle 1-\epsilon }. Экстракторы могут извлечь максимум {\displaystyle l=m-2log{\frac {1}{\epsilon }}+O(1)} бит из произвольного {\displaystyle m}-source.

### Безопасный эскиз
Защищенный эскиз генерирует открытую информацию для своего входа {\displaystyle w}, не раскрывая его, но позволяет точно восстановить {\displaystyle w}, учитывая другое значение {\displaystyle w'}, но близкое к {\displaystyle w}.
Защищённый эскиз позволяет реконструировать ввод с шумом, так что если вход {\displaystyle w} и эскиз {\displaystyle s}, с учётом {\displaystyle s} и значением {\displaystyle w'} рядом с {\displaystyle w}, {\displaystyle w} можно восстановить. Но эскиз {\displaystyle s} не должен раскрывать информацию о {\displaystyle w} , чтобы обеспечить его безопасность.
Если {\displaystyle \mathbb {M} } метрическое пространство с функцией расстояния dis, безопасный эскиз восстанавливает строку {\displaystyle w\in \mathbb {M} }из любой близкой строки {\displaystyle w'\in \mathbb {M} } без раскрытия {\displaystyle w}.

## Основные конструкции
Благодаря устойчивым к ошибкам свойствам, безопасные эскизы можно обрабатывать, анализировать и конструировать как {\displaystyle (n,k,d)_{\mathcal {F}}} для общего для исправления ошибок или как {\displaystyle [n,k,d]_{\mathcal {F}}} для линейного кода, где {\displaystyle n} — длина кодовых слов, {\displaystyle k} — длина сообщения, которое должно быть закодировано, {\displaystyle d} — расстояние между кодовыми словами и {\displaystyle {\mathcal {F}}} это алфавит. Если {\displaystyle {\mathcal {F}}^{n}} это вселенная возможных слов, тогда можно найти код {\displaystyle C\in {\mathcal {F}}^{n}}, исправляющий ошибки, который имеет уникальное кодовое слово {\displaystyle c\in C} для каждого веса {\displaystyle w\in {\mathcal {F}}^{n}} и имеет расстояние Хемминга {\displaystyle dis_{Ham}(c,w)\leq (d-1)/2}. Первым шагом для создания безопасного эскиза является определение типа возможных ошибок, а затем выбор расстояния для измерения.

## Гарантии конфиденциальности
В целом, защищённая система пытается передать как можно меньше информации злоумышленнику. В случае биометрических данных, если информация о биометрических показаниях просочилась, злоумышленник может узнать личную информацию о пользователе. Например, злоумышленник замечает, что в вспомогательных строках есть определённый шаблон, который подразумевает этническую принадлежность пользователя. Мы можем считать эту дополнительную информацию функцией {\displaystyle f(W)}. Если противник мог узнать вспомогательную строку, необходимо убедиться, что из этих данных он не может вывести какие-либо данные о человеке, у которого было взяты биометрические данные.

## Защита от активных атак
Активной атакой может быть атака, при которой злоумышленник может изменить вспомогательную строку {\displaystyle P}. Если злоумышленник может перейти на другую строку {\displaystyle P}, которая также приемлема для функции воспроизведения {\displaystyle Rep(W,P)}, он выдаёт {\displaystyle Rep(W,P)} — неверную секретную строку {\displaystyle {\tilde {R}}}. Надёжные нечёткие экстракторы решают эту проблему, разрешая функции воспроизведения выдавать неверный результат, если в качестве входных данных предоставлена изменённая вспомогательная строка.